# Telatyn
Telatyn è un comune rurale polacco del distretto di Tomaszów Lubelski, nel voivodato di Lublino.
Ricopre una superficie di 109,66 km² e nel 2004 contava 4 529 abitanti.